# Tectaria estremerana
Tectaria estremerana är en ormbunkeart som beskrevs av George Richardson Proctor och A. M. Evans. Tectaria estremerana ingår i släktet Tectaria och familjen Tectariaceae. Inga underarter finns listade.